# JİTEM
JİTEM (Jandarma İstihbarat ve Terörle Mücadele, zu deutsch etwa „Geheimdienst und Terrorabwehr der Gendarmerie“) ist die Bezeichnung für einen informellen Geheimdienst der türkischen Gendarmerie, dessen Existenz vom türkischen Staat stets geleugnet wurde. JİTEM wird in der Türkei dem „tiefen Staat“ zugerechnet und für eine Reihe von Morden an meist kurdischen Menschen im Südosten der Türkei verantwortlich gemacht. Ebenfalls gebräuchlich ist die Abkürzung JİT für Jandarma İstihbarat Teşkilatı, „Geheimdienst-Organisation der Gendarmerie“. Als Gründer der Organisation wird Brigadegeneral a. D. Veli Küçük angegeben. Im Zuge der Ergenekon-Prozesse ist die Existenz der JİTEM von der türkischen Justiz bestätigt worden, auch wenn Struktur und Aktivitätszeiträume der Organisation noch nicht abschließend aufgeklärt sind.

## Cem Ersever
Eng verbunden ist die JİTEM mit dem Namen des Majors der Gendarmerie Cem Ersever. Er führte angeblich die JİTEM, als sich die Türkei mit dem „großen Vorstoß“ der PKK im Spätsommer 1984 einer völlig neuen Bedrohung gegenübersah und Militär und Geheimdienst nicht ausreichend auf einen Guerilla-Krieg vorbereitet waren. Ersever wurde 1993 in Ankara ermordet. Seine beiden engsten Vertrauten wurden einige Tage später an getrennten Orten ebenfalls ermordet aufgefunden.

## Abdülkadir Aygan
Abdülkadir Aygan ist einer der bekanntesten Überläufer der PKK. Seine Bekenntnisse erschienen in dem Buch İtirafçı: Bir JİTEM’ci anlattı („Überläufer: Ein JITEM-Mitglied berichtet“). Seine Aussagen berichten von Hinrichtungen und Entführungen und brachten fünf weitere Überläufer der PKK vor Gericht wegen Verwicklung in insgesamt acht Mordfälle. Seine Memoiren beinhalten ferner Dokumente (Gehaltsabrechnungen), die belegen, dass er 1991 unter dem Namen Aziz Turan im Dienste der JİTEM stand. Ertan Beşe, Dozent an der Polizeihochschule, hält dies für den durchschlagendsten Beweis, dass die JİTEM zumindest existiert hat (Almanac S. 173). Abdülkadir Aygan nannte die Namen von 29 Personen, die zu Opfern der JITEM geworden sein sollen.

## Regierungsberichte
Es gibt zwei regierungsamtliche Berichte, die die Existenz der JİTEM behandeln:
1. der Susurluk-Report von Kutlu Savaş, Sonderberichterstatter des Ministerpräsidialamtes zu dem Vorfall in Susurluk, bei dem 1996 die Verbindungen von Staat und organisierter Kriminalität offen zutage traten;
2. der Susurlukbericht der Ad-hoc-Kommission des Parlaments.

Beide Berichte kommen zu dem Ergebnis, dass die JİTEM existiert hat.

## Stellungnahmen
- Der frühere Kommandeur der Gendarmerie Teoman Koman erklärte: „Es gibt kein legales oder illegales Gebilde innerhalb der Gendarmerie, das JİTEM heißt, aber es gibt eine Gruppe außerhalb der Gendarmerie, die unter diesem Namen illegale Aktivitäten unterhält.“[3]
- Der frühere Befehlshaber der Gendarmerie in den damaligen Gebieten mit Ausnahmezustand, General Altay Tokat, erklärte, es habe eine Organisations namens JİTEM gegeben. Diese habe ihre Rolle mittlerweile erfüllt und sei aufgelöst worden (Tageszeitung Zaman vom 29. Dezember 2004).
- Der damalige Premierminister Mesut Yılmaz erklärte 1998 in einer Fernsehsendung, die JİTEM habe existiert, sei mittlerweile aber aufgelöst.

## Verbrechen mit mutmaßlicher Beteiligung der JİTEM
Musa Anter, ein bekannter kurdischer Intellektueller, wurde im Herbst 1992 ermordet.
Im November 2005 verübten Angehörige der Gendarmerie und ein Überläufer einen Bombenanschlag auf einen Buchladen in Şemdinli. Die Täter wurden von Passanten gestellt. Sie wurden in erster Instanz verurteilt. In der Revision wurde das Verfahren an ein Militärgericht verwiesen. Dieses Gericht ordnete Haftentlassung an.

## Rechtliche Schritte
Der türkische Oberstaatsanwalt İlhan Cihaner war der erste Staatsanwalt, der 1997 ein Ermittlungsverfahren gegen JİTEM führte. Trotz gravierender Anschuldigungen durch den Oberstaatsanwalt gegen verschiedene Staatsbedienstete, Soldaten, Informanten und andere Personen wegen Mordes, Bombenattentaten, des Verschwindenlassens von festgenommenen Personen und der Gründung einer landesweiten illegalen kriminellen Organisation kam es seitdem zu keinem Gerichtsverfahren.
Im Rahmen einer parlamentarischen Untersuchungskommission zum Susurluk-Skandal sagte der stellvertretende Direktor der nachrichtendienstlichen Abteilung der türkischen Polizei Hanefi Avcı 1997 aus, dass im Rahmen der Antiterrorbekämpfung illegale Banden gegründet worden seien und dass es eine illegale Aktionen durchführende Organisation namens JİTEM gäbe.